# Jordon Ibe
Jordon Ibe (Londres, Inglaterra, 8 de diciembre de 1995) es un futbolista británico que juega como centrocampista en el Umeå F. C. de la Superettan.

## Carrera
Ibe inició su carrera juvenil en el Charlton Athletic. Firmó para el equipo juvenil Wycombe Wanderers en 2007 a la edad de 12 años.

### Wycombe Wanderers
Ibe surgió de la cantera del Wycombe Wanderers, e hizo su debut con el primer equipo el 9 de agosto de 2011 en la victoria de la Liga de Copa ante el Colchester United en Adams Park. Entró al campo en el tiempo extra como sustituto de otro jugador, teniendo 15 años y 244 días. El 15 de octubre entró en el minuto 90 de la victoria contra Hartlepool United y se convirtió en el jugador más joven del Wycombe Football League. El hizo el debut absoluto con el primer equipo el 29 de octubre contra el Sheffield Wednesday, donde anotó un gol en la derrota de su equipo por 2-1, convirtiéndose en el jugador más joven en marcar un gol de la historia del Wycombre Wanderers en Liga. En total, Jordon Ibe tuvo 11 apariciones con el primer equipo.

### Liverpool
El 12 de diciembre de 2011 se informó que había firmado un precontrato con el Liverpool, club de la Premier League. El 20 de diciembre, el Liverpool firmó a Jordan Ibe, con la edad de 16 años. Él jugaría con el equipo sub-18 del Liverpool.
El 16 de marzo de 2013 fue llamado por el primer equipo para el partido de la Premier League contra Southampton, donde no jugó. Dos meses después, Ibe impresionó en su debut en la Premier League con el Liverpool en el último partido de la temporada, empezando el partido y asistiendo a Philippe Coutinho en el único gol anotado en el encuentro frente al Queens Park Rangers. Fue sustituido en el minuto 63 por Fabio Borini después de realizar una buena aparición.
Para la temporada 2013-14, se anunció que Ibe usaría el número 33 en la camiseta, dejado vacante por Jonjo Shelvey después de su traslado al Swansea City. Hizo su primera aparición de la temporada el 27 de agosto, jugando 120 minutos con el Liverpool en la victoria frente al Notts country 4-2 tras la prórroga en la segunda ronda de la Copa de la Liga. El 8 de febrero de 2014 hizo su segunda aparición en la Premier League con el Liverpool, como sustituto en el minuto 76, en la victoria por 5-1 en casa sobre el Arsenal.
El 21 de febrero de 2014 fue cedido al Birmingham City, de la segunda división inglesa hasta final de temporada. Hizo 11 apariciones y anotó un gol desde 18 metros en la victoria 3-2 frente al Milwall. También participó en el gol en el tiempo de descuento de Paul Caddis en el último día de la temporada que salvó del descenso al Birmingham City a la League One.
El 29 de agosto de 2014 se unió al Derby County en un préstamo durante toda la temporada. Después de anotar cinco goles en 24 partidos con el Derby County, Ibe recaló de nuevo en el Liverpool el 15 de enero. Hizo su primera aparición de la temporada en la Premier League el 7 de febrero de 2015 en el derbi de Merseyside ante el Everton donde el resultado fue un empate a 0 y él fue designado mejor jugador del partido. Tres días después, hizo su segunda aparición en la victoria 3-2 del Liverpool sobre el Tottenham. El 19 de febrero volvió a ser reconocido como mejor jugador del partido en la victoria del Liverpool frente al Besiktas en la Liga Europa.

### Bournemouth
El 14 de julio de 2016, fue oficialmente contratado por el AFC Bournemouth por 15 000 000 £.
Tras cuatro temporadas, el 30 de junio de 2020 puso punto final a su etapa en el equipo tras finalizar su contrato.

## Selección nacional
El 24 de octubre de 2012, Ibe hizo su debut en la selección nacional a nivel sub-18, jugando 69 minutos en la victoria por 2-0 frente a Italia. El 5 de septiembre de 2013, Ibe hizo su debut con Inglaterra sub-19 en una victoria 6- 1 ante Estonia. El 24 de mayo de 2014, Ibe marcó un triplete en la victoria por 6-0 ante Montenegro en el Campeonato de Europa sub-19. A principios de la temporada 2013-14 Ibe hizo su primera aparición con el equipo de Inglaterra sub-20, jugando 90 minutos en la victoria por 6-0 ante Rumania.

## Estilo de juego
El entrenador del Liverpool Brendan Rodgers ha descrito a Ibe como un jugador con un "brillante cerebro futbolístico" que tiene la versatilidad para jugar como lateral en ambas bandas, como mediapunta o como delantero. Steve McClaren, quien entrenó a Ibe durante su préstamo en el Derby County, vio a Ibe como un jugador interesante. Andy Hunter de The Guardian describió a Ibe como un "individuo de impresionante ritmo, poder y control", que produce representaciones amenazantes y se destaca por su buen temperamento, la inteligencia, la creatividad y la franqueza.